# 이상호 (성우)
이상호(1990년 10월 2일 ~ )는 대한민국의 성우로, 2018년 CJ ENM 성우극회 공채 10기로 입사했다.

## 학력
- 백석예술대학교를 졸업했다.

## 출연작
- 나루토 질풍전 10기 - 라이메이
- 명탐정 코난 16기
- 미피의 모험 - 치즈 장수, 피넛
- 변신기차 로봇트레인S2 - 호세, 모리스
- 별별 고양이 맥스와 가크 - 베리게리, 치코
- 뿌까(2018) - 호오, 소소
- 신비아파트: 고스트볼X의 탄생 두 번째 이야기 - 입질쟁이, 우사첩
- 신비아파트 극장판 하늘도깨비 대 요르문간드 - 조람귀
- 요괴워치 4기 - 이따이따, 따끔성게
- 유레카! 발명왕 키트 - 개구더지, 아폴로 형
- 전설의 마법 쿠루쿠루
- 짱구는 못말려 18기 - 고민해
- 카드캡터 체리
- 파파독: 개 수상한 이웃 - 단역 캐릭터 다수
- 꼬마곰 학교 재키와 케이티 - 디키
- 꼬마곰 학교 제빵사 재키와 해님의 케이크 - 사회자
- 레이튼 미스터리 탐정사무소 - 조니, 올콧, 키, 차드, 메라크, 탄토
- 명탐정 코난 17기 - 연정두/그린(#871), 장한수(#872~#874), 남변길(#900)
- 바쿠간 배틀 플래닛 - 티렉스
- 벅스봇 이그니션 - 진구
- 베이블레이드 버스트 진검 - 디아볼로스
- 보루토 - 메탈 리
- 스피드광 나무늘보 안드레 - 챔피언
- 요괴워치 섀도사이드 - 차나왕, 따릉이/유령자전거
- 원피스: 에피소드 오브 스카이피아 - 사토리
- 유레카! 발명왕 키트2 - 강 영감, 밥
- 짱구는 못말려 19기 - 우진태, 나타조
- 카드캡터 체리 클리어 카드 - 영어선생님
- 피라타는 꼬마해적 - 대니
- 단순명량 아메바 스쿼시 - 스쿼시
- 명탐정 코난 18기 - 서대수(#912), 송준평(#918), 노천미/소원대(#929~#930), 차중환(#931~#932)
- 슈퍼 흰둥이
- 신비아파트 고스트볼 더블X: 6개의 예언 - 정재형, 건주 외
- 신비아파트 고스트볼 더블X: 수상한 의뢰 - 반장 외
- 신비아파트 고스트볼Z: 어둠의 퇴마사 - 탈안귀 / 성준, 장산탈안귀
- 신비아파트 고스트볼Z: 귀도퇴마사 - 바람 탈안귀
- 위시 - 사피
- 보노보노 - 띠로리
- 요괴워치!
- 요괴워치♪ - 부르주아 영감
- 월척! 바 헌터 - 노민구,  고동 외
- 조조좀비
- 토마스와 친구들
- 짱구는 못말려 20기
- 짱구는 못말려 극장판: 격돌! 낙서왕국과 얼추 네 명의 용사들 - 감독관
- 신차원! 짱구는 못말려 더 무비: 초능력 대결전 ~날아라 수제김밥~ - 음지남
- 도깨비언덕에 왜 왔니? (투니버스) - 모스퀴또리
- 크레이지 펭! 오스왈도 - 미첼, 이안, 오지, 랜스 외
- 포켓몬스터 W (투니버수) - 린트
- 마카앤로니 (KBS) - 로니
- 브레드 이발소 3 (KBS) - 호빵
- 내 비밀친구 햄찌 - 아빠, 한도영(오빠), 선생님, 은주 아빠, 교장 선생님, 병원 원장, 면접장
- 차징 탑스피너 - 에이스
- 헬로 카봇 붐바 (SBS) - 파워붐바
- 메이의 새빨간 비밀 - 에런 Z, T, 태영

### 영화 애니 더빙
- 달려라 하니: 나쁜 계집애 - 이창수

### 영화 더빙
- 드래곤 길들이기 - 터프넛